# 國民革命軍新編第十二軍
國民革命軍新編第十二軍是1940年至1942年设立的一个军。

## 历史
1940年4月，刘文辉族侄、国民革命军第二十四军第137师师长刘元瑭在未得到軍長同意下將137師部分部隊帶出西康進入四川省双流投靠蒋介石，該部隊在軍委會的調整下扩编为新编第十二军，隶屬卫立煌指揮的抗日戰爭第一战区。
- 军长刘元瑭
- 副军长李绳武(1941年5月)
- 國民革命軍新编第37师。师长徐保(黄埔四期，中央军校第7分校学生第4总队少将总队长)
- 國民革命軍第34师：从第三十九军调隶。师长公秉藩。

1941年4月34师与原先為国民革命军第八十军編制，但在1940年抽入第八戰區直屬國民革命軍第97师对调。1941年5月叶成國民革命軍暂编第58师调入新十二军。参加了枣宜会战。改隶第八战区胡宗南副司令长官部。1942年6月25日该军番号撤消。暂编第58师调归国民革命军第七十六军。新编第37师调归国民革命军第八十军。第97师调归国民革命军第五十七军。刘元瑭调任第國民革命軍第三十六軍军长，1942年10月任第八战区胡宗南副司令长官部高参。